# 트랜스코드
트랜스코드, 트랜스코딩(transcoding)은 하나의 인코딩을 다른 인코딩으로 직접 디지털-디지털로 변환하는 과정이다. 이를테면: 영화 데이터 파일(예: PAL, SÉCAM, NTSC), 오디오 파일(예: MP3, WAV), 문자 인코딩(예: UTF-8, ISO/IEC 8859). 일반적으로 대상 장치(또는 워크플로)가 포맷을 지원하지 않거나 기억 공간이 충분치 않은 경우에 사용할 수 있고, 비호환 또는 구식 데이터를 현대의, 더 양호한 지원을 제공하는 포맷으로 변환하기 위해 사용할 수 있다.
아날로그 비디오 세계에서는 프레젠테이션뿐 아니라 파일을 검색하는 동안에도 트랜스코딩을 수행할 수 있다. 예를 들어 Cineon과 DPX 파일은 디지털 시네마의 일반적인 형식으로 널리 사용되었지만 2시간짜리 영화의 데이터 크기는 약 8테라바이트(TB)이다. 크기가 크면 동영상 파일을 처리하는 데 드는 비용과 어려움이 증가할 수 있다. 그러나 JPEG2000 무손실 형식으로 트랜스코딩하면 다른 무손실 코딩 기술보다 압축 성능이 더 뛰어나며 대부분의 경우 JPEG2000은 이미지를 절반 크기로 압축할 수 있다.
트랜스코딩은 일반적으로 손실이 많은 프로세스로, 생성 손실이 발생한다. 그러나 출력이 무손실 압축되거나 압축되지 않은 경우 트랜스코딩은 무손실이 될 수 있다. 손실이 있는 형식으로 트랜스코딩하는 프로세스는 다양한 수준의 생성 손실을 가져오는 반면, 손실이 있는 형식에서 무손실 또는 비압축으로 트랜스코딩하는 것은 정보가 손실되지 않기 때문에 기술적으로 무손실 변환이다. 그러나 변환이 되돌릴 수 없는 경우에는 파괴적이라고 더 정확하게 알려져 있다.

## 역사
반도체, 집적 회로의 출현 이전에는 각기 다른 아날로그 비디오 표준 간의 실시간 해상도 및 프레임레이트 트랜스코딩은 CRT/카메라 튜브 결합을 통해 달성하였다. 

## 같이 보기
- 형 변환
- 데이터 압축